# Xeremiers

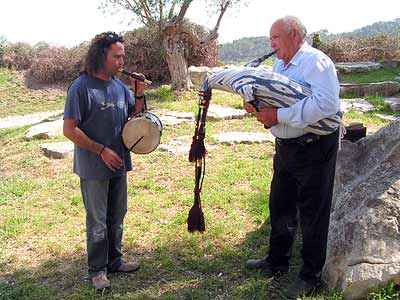
Colla de xeremiers (Pep Ordóñez i Andreu David)

A Mallorca el mot xeremier s'ha utilitzat per a designar el sonador de les xeremies i també el que sona el flabiol i tamborí indiferentment. Les xeremies, instrument musical de vent, conegut també amb el nom de sac de gemecs a Catalunya, sent aquests dos instruments iguals i únics. Els xeremiers són aquells que tenen com a ofici sonar els instruments de la colla de xeremiers. Aquesta formació arriba a Mallorca amb la conquesta catalana de Jaume I. La colla de xeremiers està formada per un sonador de flabiol i tamborí i un altre que fa sonar les xeremies. Aquesta formació musical pròpia de Mallorca i Catalunya segueix plenament viva a l'illa de Mallorca, tot i que a partir de 1950 va entrar en una forta decadència. A finals dels anys 70 i principis dels 80 del segle passat agafà nova força i reviscolà amb força, amb la introducció de l'afinació temperada i el perfeccionament dels instruments. La colla Xeremiers de sa Calatrava, formada per Josep Rotger i Josep Antoni Rubio té un paper molt important en el camp organològic i de temperament dels instruments i encara treballa en el perfeccionament d'aquests instruments.

## Principals colles de xeremiers mallorquins al llarg del segle XX[calcitació]
- Colla de mestre Pep Cabet (Consell)
- Colla de mestre Pere Bestard Filo Arxivat 2019-08-11 a Wayback Machine. (Santa Maria del Camí)
- Colla de mestre Pep Munar Francinet (Santa Eugènia i Santa Maria)
- Colla de mestre Pep Camps (Son Roca)
- Colla d'en Ginyol (Consell)
- Colla de l'amo en Bernat Bandereta i mestre Jordi Pixedis (Algaida)
- Colla de mestre Pere Estavall (sa Pobla)
- Colla d'en Rafel Far i en Sebastià Guidons (Santa Maria i Consell)
- Colla d'en Rata (Selva)
- Colla de l'amo en Guillem Tix i l'amo Antoni Fideu (Muro)
- Colla de l'amo en Pere Antoni Moreiet i n'Antoni Tomàs (Muro)
- Colla de l'amo en Miquel Llargo (Sencelles)
- Colla de l'amo Antoni Moreta i en Joan Pubil (ses Salines)
- Colla de mestre Arnau Canyelles de Bendinat i mestre Pere Homar (Calvià)
- Colla d'en Biel Caragol i el tio Gori de sa Serra (Sineu)
- Colla de n'Andreu David i n'Antoni Xisples (Santa Maria del Camí)
- Colla d'en Pep Rotger i en Pep Toni Rubio (Palma)
- Colla de Xeremiers des Pla, Tomàs Salom i Miquel Tugores (Montuïri i Sineu)

## Principals Colles en actiu[calcitació]
- Xeremiers de Son Roca. Tomeu Camps i Pere Joan Martorell (Son Roca i Secar de La Real)
- Xeremiers des Pla - Tomàs i Miquel. Tomas Salom i Miquel Tugores (Montuïri i Sineu)
- Xeremiers de sa Calatrava. Pep Toni Rubio, Josep Rotger (Calvià i Palma)
- Pau i Càndid, colla de xeremiers Arxivat 2018-11-22 a Wayback Machine.. Pau Mas, Càndid Trujillo (Montuïri i Palma)
- Xeremiers de Sa Marina. Tomeu Gomila, Pere Mayol (Llucmajor)